# Majed Al-Marshedi
Majed Al-Marshedi (1 de novembro de 1984) é um futebolista profissional saudita que atua como defensor.

## Carreira
Majed Al-Marshedi representou a Seleção Saudita de Futebol na Copa da Ásia de 2015.